# Danger Close (Unternehmen)
Danger Close (früher DreamWorks Interactive LLC und EA Los Angeles) war ein US-amerikanisches Entwicklungsstudio für Videospiele und ehemaliger Publisher mit Sitz in Los Angeles, Kalifornien.

## Geschichte

### Gründung als DreamWorks Interactive
Das im März 1995 als Limited Liability Company gegründete Unternehmen war ein Joint-Venture zwischen Microsoft und DreamWorks SKG, einem von Steven Spielberg, Jeffrey Katzenberg und David Geffen gegründeten Unterhaltungs-Unternehmen. Die Kooperations-Verhandlungen wurden von der damaligen Senior-Vize-Präsidentin bei Microsoft und Beraterin bei DreamWorks SKG, Patty Stonesifer, geführt, die danach CEO des neuen Unternehmens wurde. Beide Geschäftspartner hielten je einen Anteil von 50 Prozent des Unternehmens, was damals einem Wert von insgesamt 30 Millionen US-Dollar entsprach.
DreamWorks Interactive konzentrierte sich auf Spiele zu bekannten Medien-Produktionen, wie den Gänsehaut-Büchern von R. L. Stine oder der Jurassic-Park-Kinoreihe (z. B. Trespasser). Die Entwicklungen sollten sich laut DreamWorks durch „kinofilm-artige Produktion, Handlungen und Charakterdarstellungen“ auszeichnen. DreamWorks folgte damit dem damaligen Trend der großen Hollywood-Studios, eigene Unterhaltungssoftware-Unternehmen zu gründen, um ihre erfolgreichen Filmlizenzen weiter zu vermarkten. Publisher für die DreamWorks-Spiele war seit 1998 Electronic Arts.
Zu ihren größten Erfolgen gehörte der im Zweiten Weltkrieg spielende Ego-Shooter Medal of Honor. Andere Spiele wie etwa der Ego-Shooter Trespasser oder Lost World: Jurassic Park konnten jedoch Kritiker und potenzielle Käufer nicht überzeugen. Entgegen den ursprünglichen Vorstellungen der Gründer konnte sich DreamWorks Interactive keinen Platz unter den Top-Entwicklern erarbeiten und blieb auch wirtschaftlich eher hinter den Erwartungen zurück. Schließlich beschloss man bei DreamWorks SKG, das Entwicklungsunternehmen – genau wie den Musikverleger DreamWorks Music – zu verkaufen.

### Übernahme durch Electronic Arts
Im Jahr 2000 übernahm Electronic Arts das Unternehmen und fügte damit seiner wachsenden Entwicklungsriege nicht nur ein weiteres Entwicklungsstudio, sondern ihrem Titel-Portfolio auch die erfolgreiche Medal-of-Honor-Reihe hinzu. Zum Zeitpunkt des Besitzerwechsels arbeiteten etwa 100 Mitarbeiter unter der Leitung von Geschäftsführer Glenn Entis im DreamWorks-Studio in Bel Air. 2003 fusionierte Electronic Arts DreamWorks Interactive und die Entwicklungsstudios EA Pacific und Westwood Studios zu EA Los Angeles. EA Los Angeles wurde damit neben Medal of Honor auch verantwortlich für die Echtzeit-Strategieserie Command & Conquer.
2009 sprach Electronic Arts konzernweit zahlreichen Mitarbeitern die Kündigung aus. In diesem Zusammenhang wurde auch dem Entwicklungsteam der C&C-Reihe bekannt gegeben, dass man alle Teammitglieder nach Beendigung der Arbeiten an Command & Conquer 4: Tiberian Twilight entlassen werde. Ende Juli 2010 wurde bekannt, dass Electronic Arts das Studio Los Angeles in Danger Close umbenannt habe. Einen ähnlichen Schritt war der Konzern bereits zuvor mit der Umbenennung von EA Redwood Shores in Visceral Games gegangen. Die Verantwortung für Command & Conquer ging 2011 mit der Vorstellung des Free-to-play-Spiels Command & Conquer, ursprünglich angekündigt als Command & Conquer: Generals 2, an das neugegründete Studio Victory Games über, dessen Spiel jedoch noch vor Veröffentlichung eingestellt wurde.
Am 13. Juni 2013 wurde bekannt, dass Danger Close aufgrund der enttäuschenden Kritiken und Verkaufszahlen von Medal of Honor: Warfighter aufgelöst wurde. Teile der Belegschaft kamen im neugegründeten Entwicklerstudio DICE LA unter.

## Ludografie

### Publisher
- The Neverhood (1996, entwickelt von The Neverhood, Inc.)
- Goosebumps: Escape from Horrorland (1996, Eigenentwicklung)
- Dilbert's Desktop Games (1997, entwickelt von Cyclops Software)
- Chaos Island (1997, Eigenentwicklung)
- Goosebumps: Attack of the Mutant (1997, Eigenentwicklung)
- SkullMonkeys (1998)
- Trespasser (1998, Eigenentwicklung)
- Warpath: Jurassic Park (1999, entwickelt von Black Ops Entertainment)

### Entwickler
- Goosebumps: Escape from Horrorland (PC, 1996)
- Goosebumps: Attack of the Mutant (PC, 1997)
- Lost World: Jurassic Park (PlayStation, 1997)
- Chaos Island (PC, 1997)
- Trespasser (PC, 1998)
- T'ai Fu: Wrath of the Tiger (PlayStation, 1999)
- BoomBots (PlayStation, 1999)
- Medal-of-Honor-Reihe (PlayStation, PlayStation 2, PlayStation 3, Xbox, Xbox 360, PC, seit 1999)
- Medal of Honor: Underground (PlayStation, 2000)
- Clive Barker’s Undying (PC, Mac, 2001)
- Command & Conquer: Generäle – Die Stunde Null (PC-Erweiterung, 2003)
- GoldenEye: Rogue Agent (Xbox, PlayStation 2, GameCube, 2004)
- Die-Schlacht-um-Mittelerde-Reihe (PC, Xbox 360, seit 2004)
- Command & Conquer 3: Tiberium Wars (PC, Xbox 360, 2007)
- Command & Conquer 3: Tiberium Wars – Kanes Rache (PC-Erweiterung, Xbox 360, 2008)
- Command & Conquer: Alarmstufe Rot 3 (PC, Xbox 360, PlayStation 3, iPhone, 2008)
- Command & Conquer: Alarmstufe Rot 3: Der Aufstand (PC, 2009)
- Command & Conquer 4: Tiberian Twilight (PC, 2010)